# Mihail Maltopol
Mihail Maltopol (n. 1892 - d. ?) a fost un general român care a luptat în cel de-al Doilea Război Mondial.
A absolvit Școala de Ofițeri de artilerie în 1916 și a fost înaintat la gradul de locotenent-colonel la 10 mai 1934.
A luptat în cel de-al Doilea Război Mondial, fiind înaintat la 11 noiembrie 1941 la gradul de colonel, cu vechimea de la 31 octombrie 1941.
O stradă din București îi poartă numele.

## Distincții
- Medalia „A cincea aniversare a Republicii Populare Române” (24 decembrie 1952) „pentru lupta și munca duse în vederea făuririi, consolidării și prosperării Republicii Populare Române”[3]
- Ordinul „23 August” clasa a IV-a (12 august 1959) „pentru contribuție activă la întărirea regimului democrat-popular”[4]